# 史料
史料（しりょう、独: Quellen、英: Source, historical materials）は、過去に存在した事象を把握し筋道を立てるのに役立つ材料を指す。紙に文字で書き記された文献や、考古学上の遺構・遺物・遺跡、イメージ史料となる絵画、写真、オーラル・ヒストリー、伝承などを含む。歴史家が歴史を研究・記述する際に用いるあらゆるものが史料である。

## 性格

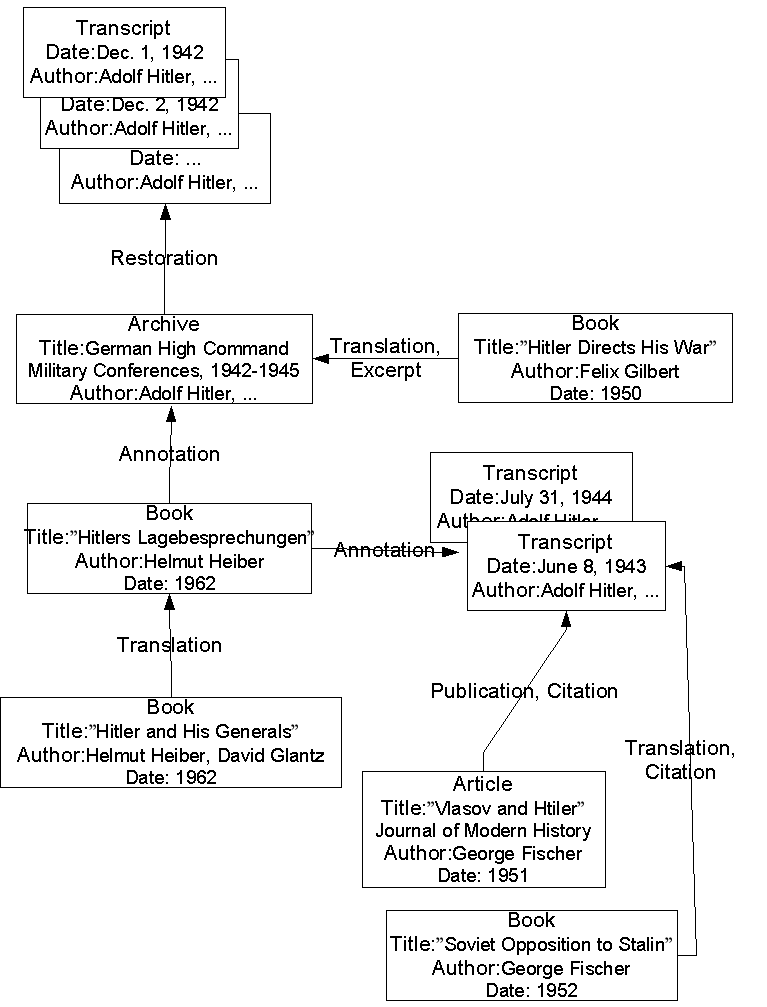
歴史学的なテキストの関係

歴史の研究は史料に基づいて行う。史料に基づかない議論はプロパガンダになってしまいかねないからである。
しかし、例えば古い記録を一つ取ってみても、そこに書かれたことが事実であるとは限らない。人間にはあるがままの事実（客観）を書くことは不可能であり、その社会的立場やものの見方（主観）からしか表現できないからである。また、自己正当化のために不都合な点を省略したり、あえて虚偽を記したりする場合も考えられる。
さらに写本で伝わる場合は転写の際に誤読、誤字脱字などが原因で、1文献で数種類の系統の写本が成立しているのが通常である。そのため、史料については史料批判の作業が欠かせない。

### 文字以外の史料
古文書のみでは捉えきれない心性史や生活史も注目されている。遺跡や遺物、絵画といったものから伝承など、文字以外の史料も駆使し、多様な面から歴史を検証してゆくことが求められている。絵画史料から情報を読み取る学問を「歴史図像学」と呼ぶこともある。この場合、奔放な解釈に陥る可能性もあり、文献による検証は必要不可欠である。

## 実証主義
ヨーロッパ19世紀の歴史学は専ら実証主義が主流であった。厳密な史料批判をめざし、疑わしい記録を排斥し、キリスト教の教会や役所などに伝わる古文書を基準として研究を進めていった。こうした方法自体は誤りではないが、しばしば瑣末に捉われて全体像を見失ったり、無味乾燥な歴史に陥ってしまうことにもなった。

### 実証主義への反省
ホイジンガは『中世の秋』（1919年）の中で、フロワサールやシャトランらが書いた年代記を史料としている。年代記は筆者の創作が含まれ、誤りも多いとして、実証主義の歴史家からは顧みられなかったものであるが、その中から中世に生きた人々の感情が捉えられる、とした。アナール学派からは「偽文書であってもそれを作った人の意図を知ることができる」という主張が出された。
ある史料が残っている理由は、「たまたま残った」か「意図的に残された」かである。例えば、土地の寄進や売買に関わる文書は残りやすいが、普通の商品売買に関わるものは（作られたとしても）ほとんど残ることがない。

## 保存方法

### 公文書
ヨーロッパでは都市に公文書館があり、昔の文書が大事に保存されているが、日本では長い間公文書の保存に対する意識が薄かった。公文書館で文書の整理保存を担う専門職をアーキビストと呼ぶが、日本ではこのアーキビストの制度の法制化もなされていない。特に情報公開法が制定されてから、官庁では文書を後に残すよりも廃棄に力が注がれているようで、国立公文書館に移管される公文書が減ってきていると言われる。貴重な歴史資料が失われてしまうことに危機感を持つ研究者も多い。各種政策、法令の制定プロセスが歴史の闇に葬られることになり、後世の法学的・行政学的に法令や政策を検証する際にも支障が生じる懸念が指摘されている。

### 個人による保存
日本では平安時代に朝廷が正史を編纂しなくなってからは、公的な機能を担った摂関家や領主家などの「家」組織が歴史的史料の保存を担ってきた面が大きいし、また「家」はそうした公的な役割を「家業」として期待されてきた。公家の日記などは、まさにこうした期待の上に執筆された公的記録の性格が強いものだったのである。これはヨーロッパ諸国の公文書館に相当する機能を個々の家が担っていたとも言えよう。しかし、明治維新以降「家」が私的機関と位置付けられ、明治維新や第二次世界大戦の敗戦などの社会変動に伴って旧家の没落が多くなるにつれ、「家」の側もそうした公共性の高い負担を担うことを避ける傾向が強くなった。
こうして歴史上の人物の子孫や、かつての有力者の個人宅などにある古文書、絵画、写真などを、子孫がその価値に気が付かず、あるいは経済変動などにより処分したり、紛失する場合が多くなった。また、世代交代に際して相続税を支払うためや、若い世代が老父母を地方から大都市圏に呼び寄せる際などに家屋敷を処分することを余儀なくされ、史料を処分する場合も少なくなくなっている。徳川慶朝のように曽祖父徳川慶喜が撮影した写真の史料としての価値に気が付くといった場合もあるが、こうしたケースは少ない。地域の博物館や公文書館などに寄贈することが望ましいが、プライバシーに関わることが含まれていたり、史料の受け入れ体制が整っていない場合もあり、難しいことがある。
近現代の日本は、まさに公的機関としての機能を期待された「家」による史料保存の体制が崩壊し、新たな保存体制が期待されつつある過渡期にあるとも言え、その過程で多くの史料が喪失しつつある時代とも言える。
また、地震・洪水などの自然災害によって個人所有の文書が消失していく場合もある。地震などの大規模自然災害が発生した場合、被災者にとってはまず衣食住といった生活面が最優先される。そのため、一般的に財産価値をあまり見出されない古文書に注意を払う余裕がなく、結果として地域の貴重な史料が大量に失われるという事態が発生してしまうことになる。このような事態に対して、阪神・淡路大震災の教訓から災害発生時にいちはやく史料を救出・保存しようとする活動を行っている団体（歴史資料ネットワーク）もある。

## 分類
史料は一次史料・二次史料等に分けて捉えられる。史料批判の項目も参照。

### 一次史料
一次史料とは、当事者がその時々に遺した手紙、文書、日記などを指す。記述対象について「そのとき」「その場で」「その人が」の三要素を充たした文献を「一次史料」と呼び、そうでないものを「二次史料」と呼んでいる。代表的な一次史料に日記、書翰、公文書がある。

#### 一次史料の意義
（正確性の検証はともかく）一次史料は歴史的問題に新たな情報を提供するものである。歴史学者は自ら一次史料を確認するとともに、新たな（未発見の）一次史料を探すことに熱心である。なぜなら、既存の文献類のみを元に書き、史料を使わない研究は、オリジナルな研究とは認められがたいからである。
ただし、一次史料は必ずしも正確というわけではない。日記や手紙などは主観的で偏った記述も付き物であり、歴史知識の乏しい人間が偏向した一次史料の記述を直接読めば誤った情報を得る事になる。そのため、一次史料の読解のためには、その史料にバイアスを与える種々の性格を把握しなければならない。また、ある文献を二次史料だからといった理由のみで価値が低いと捨て去るのでは重要な情報を見落とすことにもなりかねないので、注意が必要である。

### 二次史料
二次史料とは、上記三要素を満たさない文献史料を指す。第三者が記した物や、後の記録が該当する。二次史料は、一般に一次史料より重要性が劣るが、必ずしも信頼性に乏しいとは限らない。例えば、太田牛一の『信長公記』や小瀬甫庵の『信長記』はいずれも織田信長に関する二次史料であるが、前者が高い信頼性を有していると考えられるのに対し、後者は史料としての価値はほとんどないとされる。

### その他

#### 一等史料・二等史料…
明治時代の歴史家、坪井九馬三が提唱した史料の6区分。主に当事者性に着目した区分である。
| 一等 | 事件当時に当事者が作成したもの           | 日記・書簡の類                 |
| 二等 | 事件から少し経ってから当事者が記したもの | 手記の類                       |
| 三等 | 一等と二等をつなぎ合わせて作成したもの   | 伝記の類                       |
| 四等 | 信頼できる書籍や遺物                     | 年代・作者が不明確なものも含む |
| 五等 | 信頼のおける編纂書                       |                                |
| 等外 | それ以外のもの                           |                                |

坪井は、このうち一等から四等を「根本史料」と呼んだ。しかし、「機械的に史料を区分するだけでは意味がない」とされる現在では、まず使われることのない用語である。

#### 第一級史料
正確な定義のある用語ではないが、歴史上の事件や人物、制度などを論じる上で根本的あるいは重要と考えられる史料を指す。

#### （類語）一次資料・二次資料
（主に図書館の分類で）書籍・論文など文献そのものを一次資料、書誌や文献の索引類を二次資料ということもある。（資料の項を参照）

## 研究会

### 日本史史料研究会
日本史の歴史史料を調査・研究し、その成果の公開を目的にしている団体。